# Сидоренко, Александр Филиппович
Александр Филиппович Сидоре́нко (15 января 1915 года — 20 июня 1982 года) — механик-водитель 1893-го самоходного артиллерийского полка (6-й гвардейский танковый корпус, 3-я гвардейская танковая армия, 1-й Украинский фронт), младший сержант, Герой Советского Союза (1944).

## Биография
Родился 15 января 1915 года в посёлке Новосвободное Томской губернии (ныне урочище Хабарского района Алтайского края).
С 1924 года жил в городе Анжерке Кемеровской области, в посёлке Халярте Читинской области, городе Киселёвске Кемеровской области. С 1936 года — тракторист Вознесенского леспромхоза Иркутской области.
В 1938—1939 годах служил в Красной Армии, участвовал в боях на Халхин-Голе.
До января 1940 года был комиссаром автотранспортной колонны. В июне 1942 года вновь призван в армию Черемховским РВК. Воевал с весны 1943 года механиком-водителем самоходно-артиллерийской установки. Участвовал в Курской битве, в боях по форсированию Днепра и освобождению Киева.
Механик-водитель 1893-го самоходного артиллерийского полка (6-й гвардейский танковый корпус, 3-я гвардейская танковая армия, 1-й Украинский фронт), младший сержант. Одним из первых он ворвался в город Фастов (7.11.1943). Экипаж уничтожил 2 огневые точки, 3 зенитные пушки.
В 1944—1945 годах учился в Горьковском военно-политическом училище. В 1946 году демобилизовался.
После демобилизации работал в лесной промышленности Красноярского края и Кировской области. С 1956 года жил в Уфе, был директором ремзавода и деревообрабатывающего комбината.
Скончался 20 июня 1982 года. Похоронен в Уфе на Южном кладбище.

## Подвиг
«Младший сержант Сидоренко проявил героизм и мужество в боях за город Фастов. Его самоходка первой ворвалась в город, своим огнём и гусеницами уничтожила две огневые точки с боевыми расчётами. Во время одной из контратак врага фашистский снаряд попал в мотор самоходки. А. Ф. Сидоренко с подоспевшими пехотинцами привёл в боевое положение одну из зенитных пушек, которые гитлеровцы не успели взорвать, и открыл огонь по врагу. Контратака противника была сорвана».
Указом Президиума Верховного Совета СССР «О присвоении звания Героя Советского Союза генералам, офицерскому, сержантскому и рядовому составу Красной Армии» от 10 января 1944 года за «образцовое выполнение боевых заданий командования на фронте борьбы с немецко-фашистскими захватчиками и проявленные при этом отвагу и геройство» удостоен звания Героя Советского Союза с вручением ордена Ленина и медали «Золотая Звезда».

## Награды
- Медаль «Золотая Звезда» Героя Советского Союза (10.01.1944)[2][4];
- орден Ленина (10.01.1944);
- две медали «За отвагу» (в том числе 27.10.1943)[6];
- Медаль За победу над Германией в Великой Отечественной войне 1941—1945 гг. (09.05.1945)[7]
- Медаль За победу над Японией (30.09.1945)[7]